# 卡斯拉諾山

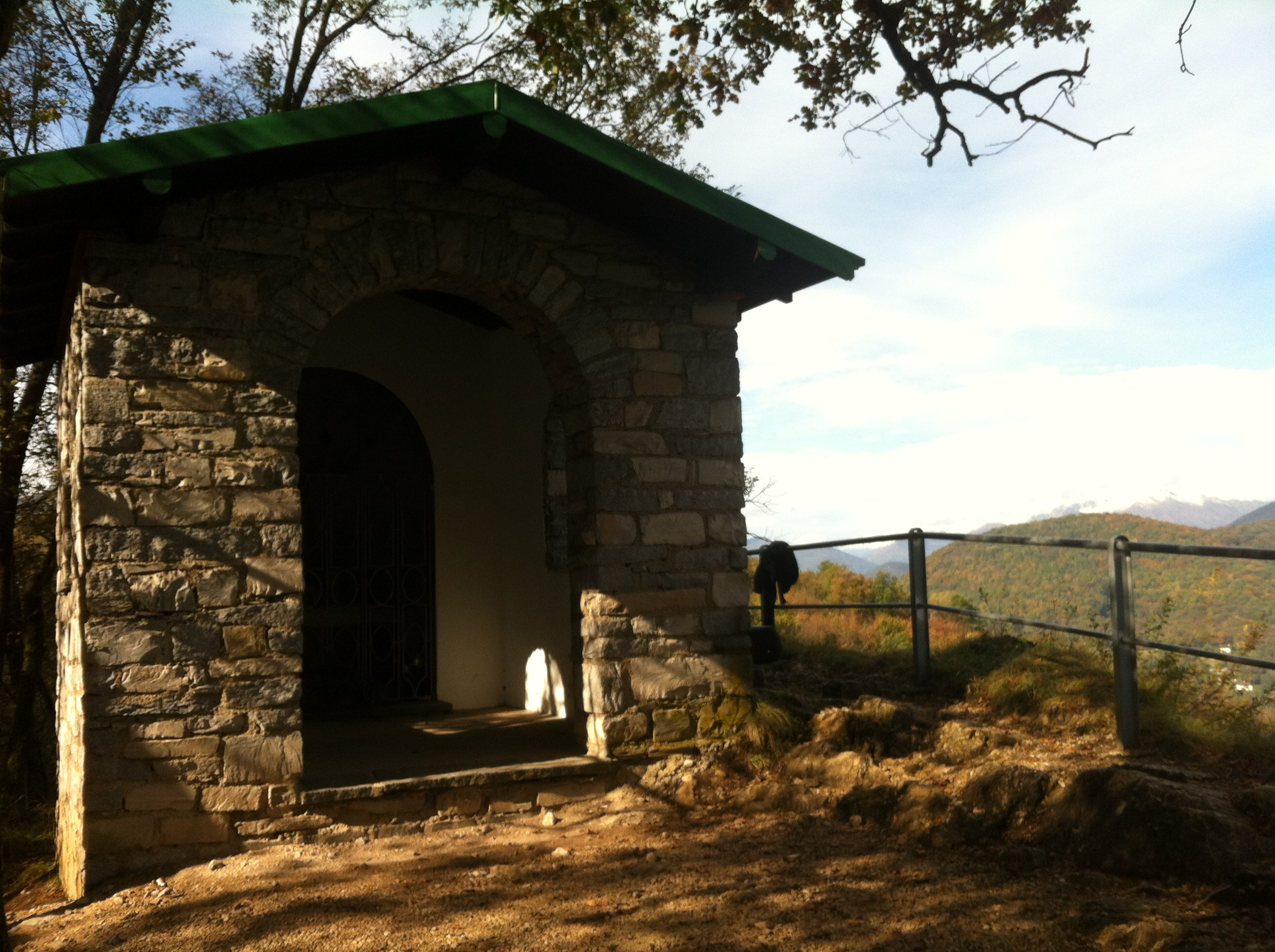

45°57′52″N 8°52′38″E / 45.96444°N 8.87722°E
卡斯拉諾山（德語：Monte Caslano），是瑞士的山峰，位於該國南部，由提契諾州負責管轄，該山峰由盧加諾湖環繞，海拔高度526米，每年平均降雨量1,603毫米。